# NGC 6157
NGC 6157 ist eine 14,5 mag helle elliptische Galaxie vom Hubble-Typ E/S0 im Sternbild Drache am Nordsternhimmel. Sie ist schätzungsweise 422 Millionen Lichtjahre von der Milchstraße entfernt und hat einen Durchmesser von etwa 75.000 Lichtjahren.
Das Objekt wurde am 28. Juni 1886 vom US-amerikanischen Astronomen Lewis A. Swift entdeckt.